# A lyga
Die A lyga ist die höchste Spielklasse im litauischen Fußball. In dem von der Lietuvos futbolo federacija, dem nationalen Verband, ausgetragenen Wettbewerb wird der Landesmeister ausgespielt.

## Geschichte

### 1922 – 1944
1922 wurde erstmals eine Landesmeisterschaft ausgespielt. Den Titel holte seinerzeit LFLS Kaunas. Nachdem Litauen 1940 von der Sowjetunion annektiert wurde, wurde die Meisterschaftsrunde abgebrochen und die eigenständige Meisterschaft abgeschafft.

### 1945 – 1989
Zwischen 1945 und 1989 wurde zwar ein litauischer Meister ausgespielt, dieser Wettbewerb hatte in der UdSSR jedoch nur den Rang einer Regionalmeisterschaft. Als einziger litauischer Verein schaffte Žalgiris Vilnius zumindest zeitweise den Aufstieg in die höchste sowjetische Liga.

### Seit 1990
1990 wurde nach der Unabhängigkeit des Landes wieder ein regulärer Meister ausgespielt. Dazu traten die besten vier litauischen Mannschaften der nationalen und der baltischen Liga im Pokalmodus mit Hin- und Rückspiel an. Meister wurde Sirijus Klaipėda im Elfmeterschießen gegen den FK Žalgiris.
1991 wurde der Landesmeister in einer Übergangssaison ausgespielt, in der die litauischen Mannschaften aus der baltischen Liga und die besten sechs Mannschaften der ehemaligen litauischen Liga antraten. Jede Mannschaft spielte einmal gegen jede andere, so dass 14 Saisonspiele je Verein zu absolvieren waren. Dann spielten die ersten vier im Pokalmodus den Landesmeister aus. Meister wurde der FK Žalgiris.
Zur Saison 1991/92 wurde die Anzahl der Mannschaften auf 14 reduziert und die Entscheidungsspiele abgeschafft. 1993/94 wurde die Meisterschaft auf zwölf Vereine reduziert, drei Jahre später auf acht Vereine. Diese spielten dann im Saisonverlauf viermal gegeneinander. 1997/98 wurden die jeweils acht Mannschaften umfassenden erste und zweite Liga zusammengefasst. Nachdem mehrere Vereine nicht antraten, nahmen 1998/99 nur 13 Mannschaften an der Meisterschaft teil. Im Herbst 1999 kam es mit zehn Mannschaften zu einer Übergangssaison, da der Saisonverlauf ab 2000 dem Kalenderjahr angepasst wurde. 2003 und 2004 waren nur acht Mannschaften in der ersten Liga vertreten, seit 2005 sind es wieder zehn.
Mehrere Vereine änderten nach der Unabhängigkeit ihre während der Sowjetzeit gegebenen Namen.

## Aktueller Modus
In den vergangenen Jahren änderte sich die Anzahl der Teilnehmer fast jährlich. Ab der Saison 2021 nehmen zehn Vereine teil. Jedes Team tritt an 36 Spieltagen viermal gegen die anderen Teams an, zweimal zu Hause und zweimal auswärts. Der Meister qualifiziert sich für die 1. Qualifikationsrunde zur UEFA Champions League. Der Zweite und Dritte nehmen zusammen mit dem Pokalsieger an der UEFA Europa Conference League teil. Der Tabellenletzte steigt in die Pirma lyga ab, wohingegen der Tabellenvorletzte in die Relegation gegen den 2. der zweiten Liga antritt.

## Teilnehmer 2025
| Verein              | Stadt       | Stadion                                   | Kapazität |
| ------------------- | ----------- | ----------------------------------------- | --------- |
| FK Panevėžys        | Panevėžys   | Aukštaitija-Stadion                       | 6.600     |
| Sūduva Marijampolė  | Marijampolė | Sūduva-Stadion                            | 6.250     |
| FK Žalgiris Vilnius | Vilnius     | LFF-Stadion                               | 5.422     |
| FK Riteriai         | Vilnius     | LFF-Stadion                               | 5.422     |
| DFK Dainava         | Alytaus     | Alytaus m. stadionas                      | 3.748     |
| FA Šiauliai         | Šiauliai    | Šiaulių savivaldybės stadionas            | 3.430     |
| FC Džiugas Telšiai  | Telšiai     | Zentralstadion Telšiai                    | 3.000     |
| Banga Gargždai      | Gargždai    | Gargždų miesto stadionas                  | 2.323     |
| FK Kauno Žalgiris   | Kaunas      | S.Dariaus-und-S.Girėno-Stadion            | 15.0000   |
| FC Hegelmann        | Kaunas      | Prezidento V. Adamkaus VDU sporto centras | 1.200     |

## Bisherige Meister

### 1922–1939
- 1922: LFLS Kaunas
- 1923: LFLS Kaunas
- 1924: Kovas Kaunas
- 1925: Kovas Kaunas
- 1926: Kovas Kaunas
- 1927: LFLS Kaunas
- 1928: KSS Klaipėda
- 1929: KSS Klaipėda
- 1930: KSS Klaipėda
- 1931: KSS Klaipėda
- 1932: LFLS Kaunas
- 1933: Kovas Kaunas
- 1934: MSK Kaunas
- 1935: Kovas Kaunas
- 1936: Kovas Kaunas
- 1937: KSS Klaipėda
- 1937–38: KSS Klaipėda
- 1938–39: LGSF Kaunas

### Seit 1990
- 1990: Sirijus Klaipėda
- 1991: Vilnius FK Žalgiris
- 1991/92: Vilnius FK Žalgiris
- 1992/93: Ekranas Panevėžys
- 1993/94: ROMAR Mažeikiai
- 1994/95: FK Inkaras Kaunas
- 1995/96: FK Inkaras Kaunas
- 1996/97: Kareda Šiauliai
- 1997/98: Kareda Šiauliai
- 1998/99: Vilnius FK Žalgiris
- 1999: FK Žalgiris Kaunas
- 2000: FBK Kaunas
- 2001: FBK Kaunas
- 2002: FBK Kaunas
- 2003: FBK Kaunas
- 2004: FBK Kaunas
- 2005: Ekranas Panevėžys
- 2006: FBK Kaunas
- 2007: FBK Kaunas
- 2008: Ekranas Panevėžys
- 2009: Ekranas Panevėžys
- 2010: Ekranas Panevėžys
- 2011: Ekranas Panevėžys
- 2012: Ekranas Panevėžys
- 2013: VMFD Žalgiris
- 2014: VMFD Žalgiris
- 2015: FK Žalgiris
- 2016: FK Žalgiris
- 2017: Sūduva Marijampolė
- 2018: Sūduva Marijampolė
- 2019: Sūduva Marijampolė
- 2020: FK Žalgiris
- 2021: FK Žalgiris
- 2022: FK Žalgiris
- 2023: FK Panevėžys
- 2024: FK Žalgiris

## UEFA-Fünfjahreswertung
Platzierung in der UEFA-Fünfjahreswertung:
(in Klammern die Vorjahresplatzierung). Die Kürzel CL, EL und CO hinter den Länderkoeffizienten geben die Anzahl der Vertreter in der Saison 2026/27 der Champions League, der Europa League sowie der Conference League an.
- 41.  (45)  Malta (Liga, Pokal) – Koeffizient: 8.500 – CL: 1, EL: 0, CO: 3
- 42.  (42)  Nordirland (Liga, Pokal) – Koeffizient: 8.333 – CL: 1, EL: 0, CO: 3
- 43.  (44)  Litauen (Liga, Pokal) – Koeffizient: 8.250 – CL: 1, EL: 0, CO: 3
- 44.  (40)  Liechtenstein (Pokal) – Koeffizient: 8.000 – CL: 0, EL: 0, CO: 1
- 45.  (48)  Estland (Liga, Pokal) – Koeffizient: 7.957 – CL: 1, EL: 0, CO: 3

Stand: Ende der Europapokalsaison 2024/25

## Qualifikation für europäische Wettbewerbe
Der Meister qualifiziert sich für die 1. Qualifikationsrunde der UEFA Champions League. Der Pokalsieger steigt in der 2. Qualifikationsrunde in die UEFA Europa Conference League ein. Der Vizemeister und der 3. der Liga spielen in der 1. Qualifikationsrunde in diesen Wettbewerb. Ist der Pokalsieger auch Meister geworden, geht der Platz in der 2. Qualifikationsrunde an den Vizemeister und dessen Platz in der 1. Qualifikationsrunde belegt der 4. der Liga. Der Vierte der Liga spielt auch Conference League, wenn der Pokalsieger in der Liga Platz 2 oder 3 belegt.